# Maître Corbaque

Maître Corbaque est une série de bande dessinée franco-belge humoristique créée dans le journal de Spirou n° 3144 par E411 au dessin et Zidrou au scénario.

## Synopsis
Maître Corbaque est une avocat imbattable et véreuse.

## Personnages
- Irène Corbaque
- Azerty

## Publication

### Album
Les albums sont édités par les éditions Sandawe :
1. Que justice soit (mal) faite (16 février 2011)

Le tome 2 est dans la liste des projets à financer.

### Pré-publication
La série a été publiée dans le journal de Spirou entre 1998 et 1999.